# Xiphactinus
Xiphactinus („s mečovitými trny“) je rod vyhynulých svrchnokřídových dravých ryb. Jejich fosilie byly objeveny také na území České republiky (Šachov u Borohrádku).

## Popis

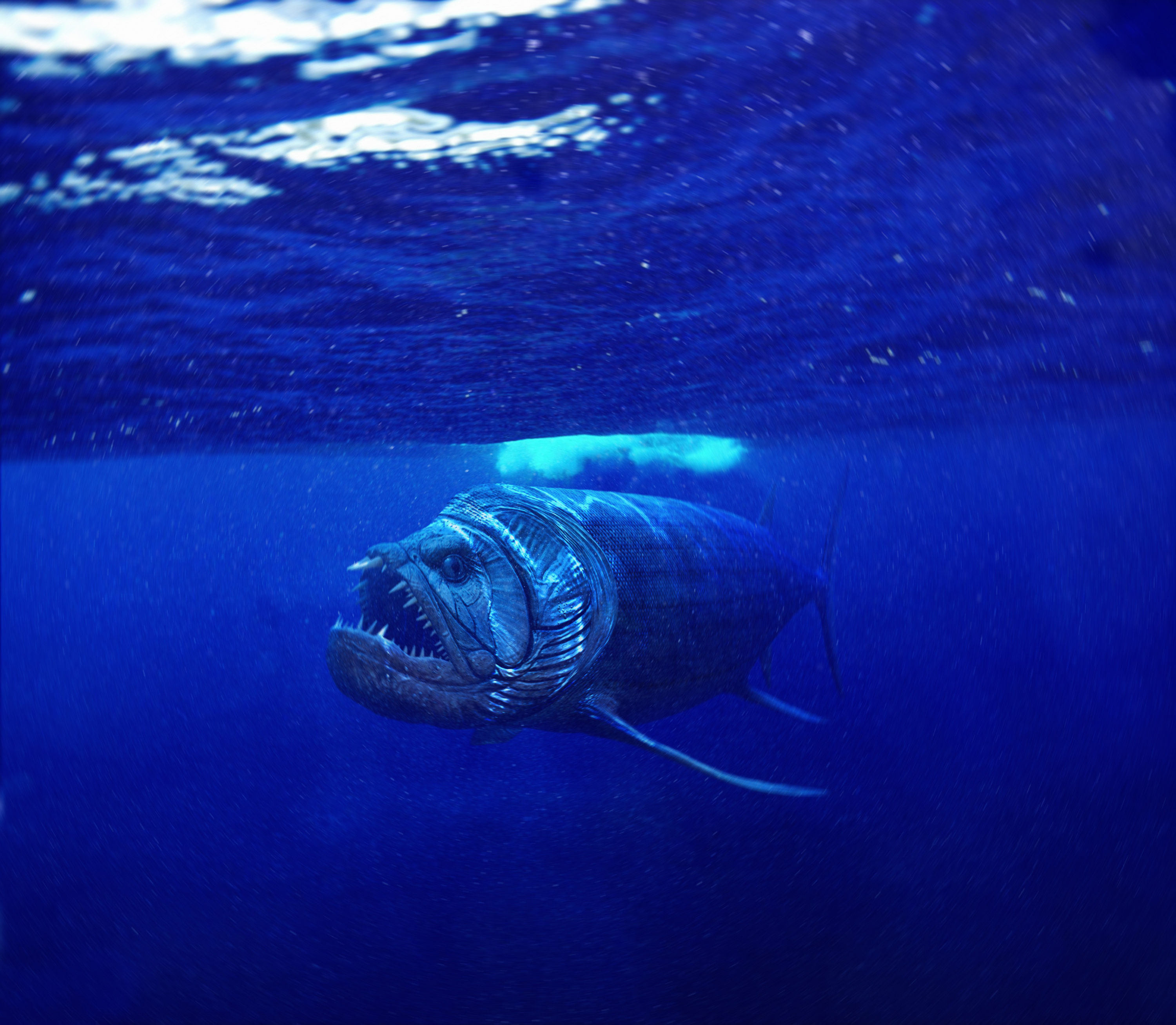
Xiphactinus - rekonstrukce.

Tyto velké dravé ryby žily v období pozdní spodní až nejsvrchnější křídy (geologické věky alb až maastricht, asi před 112 až 66 miliony let) ve Velkém vnitrozemském moři na území dnešních Spojených států (např. souvrství Demopolis Chalk) a zřejmě také Velké Británie, Francie a Austrálie. Fosilie obřího jedince byly v roce 2020 objeveny také v Argentině, mohlo jít tedy o rod s celosvětovým rozšířením. Tyto velké paprskoploutvé ryby žily na otevřeném moři, byly dravé a mohly měřit 4 až 6 metrů na délku a vážit až kolem 1 tuny.

## Český objev
Předpokládaný exemplář rodu Xiphactinus  byl náhodně objeven také na území České republiky ve slínovcích u Šachova nedaleko Borohrádku v červenci roku 2002 (odhadované stáří nálezu cca 89 až 86 milionů let). Zkameněliny části lebky objevil amatérský sběratel Dr. Michal Matějka z Borohrádku. Nález byl sestaven pracovníkem paleontologického oddělení Národního muzea v Praze, RNDr. Borisem Ekrtem a veřejně oznámen v médiích v červnu roku 2007.